# Wael Ghonim
Wael Said Abbas Ghonim (arabe : وائل سعيد عباس غنيم  API : [ˈwæːʔel sæˈʕiːd ʕæbˈbæːs ɣoˈneːm], né le 23 décembre 1980 au Caire, est un cyberdissident égyptien, devenu l'un des symboles de la révolution égyptienne de 2011. 

## Biographie
Wael Ghonim travaille pour Google à Dubaï, aux Émirats arabes unis, en tant que responsable marketing pour le Moyen-Orient et l'Afrique du Nord, lorsqu'éclatent les mouvements de protestation égyptiens. Il est alors l'administrateur de la page Facebook dédiée à Khaled Saïd, un jeune blogueur arrêté à la sortie d'un cyber-café et battu à mort par des policiers en juin 2010. Le groupe d'internautes est en partie responsable du lancement de la contestation de janvier 2011. Il rentre au Caire le 23 janvier pour participer à la première grande manifestation contre le pouvoir en place. Le jeune homme, âgé de trente ans, est arrêté deux jours plus tard, le 27 janvier, et remis aux services de sécurité d'État. Ses proches et sa famille n'ont plus de nouvelles de lui. Des avis de recherche sont postés sur Twitter et son employeur, Google, crée une page Internet en arabe pour demander aux Égyptiens de leur communiquer des informations sur son sort. 
La captivité de Wael Ghonim dure 12 jours, durant lesquels il a les yeux bandés. Le lundi 7 février 2011, Wael Ghonim accorde un entretien à la chaîne Dream 2, où il raconte son calvaire et retrace les évènements de la contestation. À la fin de l'entretien, la journaliste Mona El-Shazly, qui l'interrogeait, diffuse des images des jeunes gens tués les derniers jours. Wael Ghonim s'effondre en larmes et quitte le plateau. L'émission est suivie par des millions d'Égyptiens et crée une vague d'émotion dans le pays. Wael Ghonim apparaît le lendemain sur la place Tahrir, où il est chaudement applaudi par la foule. L'homme déclare à cette occasion : « J'aime à appeler ça la révolution Facebook mais après avoir vu les gens ici, je dirais que c'est la révolution du peuple égyptien. C'est formidable ».
Le 23 avril 2011, il annonce vouloir quitter son emploi dans l’entreprise Google pour créer une ONG utilisant les NTIC pour lutter contre la pauvreté et pour l’éducation.
Le magazine Time de New York l’a élu premier dans le top 100 des personnes les plus influentes du monde en 2011.